# Антон (суперкомпьютер)
Антон — 512-процессорный суперкомпьютер, созданный частной компанией D. E. Shaw Research в 2008 году, для моделирования молекул и лекарств, назван в честь пионера микробиологии Антони ван Левенгука. Процессоры с частотой всего 400 МГц, машина имеет скромную память, но это компенсируется архитектурой, которая позволяет обойти эту проблему массивно-параллельным методом.
Эта система уникальна тем, что она будет следить за поведением молекул более длительное время, чем BlueGene/L. Это означает, что учёные смогут исследовать большее число биологических процессов.